# Christian Kollik
Christian Kollik (23 dicembre 1980) è un ex cestista austriaco.

## Carriera
Ha un passato nel campionato americano NCAA, in cui ha giocato con la Rice University. Nella Österreichische Basketball Bundesliga ha vestito le maglie di Kapfenberg Bulls e Panthers Fürstenfeld. Fa parte della nazionale austriaca, con cui ha disputato le qualificazioni per gli Europei del 2003,  2005 e  2007.